# Popillia wittmeri
Popillia wittmeri är en skalbaggsart som beskrevs av Frey 1975. Popillia wittmeri ingår i släktet Popillia och familjen Rutelidae. Inga underarter finns listade i Catalogue of Life.